# Cesare Maria Ottavi
Cesare Maria Ottavi (Roma, 26 luglio 1938 – Roma, 16 agosto 2009) è stato un ingegnere italiano.

## Biografia
Si laurea in Ingegneria Elettronica a "La Sapienza" di Roma nel 1964 ricoprendo in seguito i ruoli di ricercatore, assistente, insegnante di Elettronica e Microonde e quindi (dal 1967 al 1976) di docente incaricato in Fisica dello Stato Solido ed Elettronica dello Stato Solido. Nel 1976 diventa professore ordinario di Elettronica Applicata I e, nel 1978, direttore dell'Istituto di Elettronica e del Centro interfacoltà della prima Università di Roma per le applicazioni della Televisione e di altre Tecniche di Istruzione a Distanza (CATTID).
A partire dal 1965, su incarico del professor Barzilai, organizza e dirige il Laboratorio di Tecnologie Elettroniche dell'Istituto di Elettronica (dal 1983 Dipartimento di Elettronica, successivamente Dipartimento di Ingegneria Elettronica) dedicato, in particolare, alle tecnologie microelettroniche per la realizzazione dei dispositivi a film sottile.
Oltre ad alcuni suoi contributi sugli utilizzi della termografia a microonde, Ottavi è ricordato particolarmente per l'attività pionieristica del Laboratorio nella realizzazione dei display a cristalli liquidi, argomento sul quale ha svolto un'intensa attività di ricerca (in particolare elaborò una tecnica di deformazione dinamica, chiamata DDM, per l'indirizzamento matriciale di pannelli di grandi dimensioni).
Negli anni ottanta mette a punto un sistema di pianificazione ad alta densità dei sistemi di radiodiffusione ed è chiamato dalla Società Mondadori a progettare e dirigere i lavori per la realizzazione della rete televisiva Rete4. Di seguito si dedica alla progettazione e alla realizzazione di un sistema di simulazione territoriale (TERRAPACK®) che verrà utilizzato, in particolare, per le Sale Operative dei Vigili del Fuoco, per la pianificazione radiotelevisiva del Ministero delle Telecomunicazioni e per i sistemi di comando e controllo dello Stato Maggiore dell'Esercito.
Ottavi è autore di oltre 70 pubblicazioni scientifiche.

## Incarichi
- Membro del Consiglio Superiore Tecnico del Ministero delle Poste, delle Telecomunicazioni e dell'Automazione dal 1984 al 1996
- Presidente dell'Associazione AMFM (Automated Mapping Facilities Management Geografic Information Systems) dal 1996 al 2002
- Presidente della Federazione ASITA (Associazioni Scientifiche per le Informazioni Territoriali e Ambientali) dal 2004 al 2005 e dal 2006 al 2007

## Pubblicazioni
- G. Gerosa, C.M. Ottavi, "Experimental verification of the theoretical behaviour of some ferrite structures", Electronics Letters Vol. 2, 4, pp. 132–133, 1966.
- C.M. Ottavi, "Plotting the electromagnetic field by power dissipation", IEEE Transaction on MTT-15, 1, pp. 59–60, 1967.
- C.M. Ottavi, D. Solimini, "Statistical properties of fields in waveguides with partially coherent excitation", Proceedings of "URSI Symposium on Electromagnetic Waves", Stresa 24-29-giugno 1968, pp. 160–163 e "Alta Frequenza" — maggio 1969.
- C.M. Ottavi, F. Giannini, "Realizzazione di diodi ad effetto Gunn da GaAS massiccio assottigliato", Notizia su Alta Frequenza, Vol. XXXVIII, 6, p. 471, giugno 1969.
- C.M. Ottavi, A. Salsano, `Wave propagation in structures partially filled with a medium whose conductivity is a tensor having at least one negative component", European Microwave Conference, Londra 8-12 settembre 1969 e pubblicato sull'Handbook della conferenza, p. 139, 1969.
- C.M. Ottavi, F. Giannini, A. Salsano, "A theory for frequency conversion and amplification by LSA mode operation", Alta Frequenza, Vol XXXXIX, 2, pp. 192–193, 1970.
- F. Giannini, C.M. Ottavi, A. Salsano, "Laminar electron flow in thin GaAs slabs", Proceedings of IEEE Vol. 58, 2, pp. 259–260, 1970.
- F. Giannini, C.M. Ottavi, A. Salsano, "Realizzazione e prestazioni di un sistema per la crescita epitassiale dell'Arseniuro di Gallio", Rapporto intemo no. 37, Istituto di Elettronica, maggio 1970.
- F. Giannini, C.M. Ottavi, A. Salsano, "Metodo per la determinazione degli zeri di una funzione analitica", Rapporto interno no. 39, Istituto di Elettronica, giugno 1970.
- F. Giannini, C.M. Ottavi, A. Salsano, "Crescita epitassiale ad alto rendimento sulla faccia 111-Ga dell'Arseniuro di Gallio", Alta Frequenza, Vol. 39, 9, pp. 816–817, 1970.
- F. Giannini, C.M. Ottavi, A. Salsano, "Reply to a comment on laminar electron flow in thin GaAs slabs", Proc. of the IEEE, Vol. 58, 11, 1970.
- F. Giannini, C.M. Ottavi, A. Salsano, "Correction to the comment on laminar electron flow in thin GaAs slabs", Proc. of the IEEE, Vol. 59, 7, 1971.
- F. Giannini, C.M. Ottavi, A. Salsano, "Wave propagation in negative conductivity media", Electonics Letters, Vol. 7, 3, pp. 65–66, 1971.
- F. Giannini, C.M. Ottavi, A. Salsano, "A numerical method for solving propagation problems in complex-constant media", Alta Frequenza, Vol. 40, 5, pp. 477–479, 1971.
- F. Giannini, C.M. Ottavi, A. Salsano, "Wave properties of bulk-negative conductivity media", Proc. of the International Symposium on Electromagnetic wave theory dell'URSI, Tiblisi, pp. 606–615, 9-15 settembre 1971.
- P. Maltese, C.M. Ottavi, P. Reali, "Realizzazione di un display a cristallo liquido", Rapporto interno no. 47, Istituto di Elettronica, ottobre 1971.
- G. Barzilai, P. Maltese, C.M. Ottavi, P. Reali, "Microsecond pulse activated liquid crystal cells", Rapporto interno no. 49, Istituto di Elettronica, giugno 1972.
- F. Giannini, C.M. Ottavi, A. Salsano, "Terminazioni adattate per linee a microstriscia in banda X", Rapporto interno no. 52, Istituto di Elettronica, settembre 1973.
- G. Barzilai, P. Maltese, C.M. Ottavi, P. Reali, "Fast liquid crystal cells suitable for television applications", Proc. of the IEEE conference on Display Devices, New York, pp. 67–69, 11-12 ottobre 1972.
- C.M. Ottavi, "URSI Italian National committee report", report of Commission VII (Radioelectronics), XVIII Assemblea generale, Varsavia 21-29 agosto 1972
- G. Barzilai, P. Maltese, C.M. Ottavi, "Interpretazione teorica dell'effetto di deformazione dinamica", Proc. Riunione annuale AEI, Roma, settembre 1974 e Rapporto intern no. 60, Istituto di Elettronica, 1974.
- P. Carosi, P. Maltese, C.M. Ottavi, "Realizzazione di un display numerico a 24 cifre in multiplex funzionante nel modo a deformazione dinamica", Rapporto interno no. 61, Istituto di Elettronica, luglio 1974.
- P. Maltese, C.M. Ottavi, "Dispositivi non lineari a film sottile per il pilotaggio di display a cristallo liquido funzionante ad effetto di campo", Rapporto interno no. 62, Istituto di Elettronica, luglio 1974.
- P. Maltese, C.M. Ottavi, "Studio sperimentale del comportamento di strati di semiconduttore in contatto con strati di cristallo liquido", Rapporto interno no. 63, Istituto di Elettronica, luglio 1974.
- P. Carosi, P. Maltese, C.M. Ottavi, "A 24 digit multipleyed liquid crystal display working. in dynamic deformation mode", IEEE transactions on Electron Devices, New York, pp. 801–803, 1975.
- P. Maltese, C.M. Ottavi, "Studio sperimentale del comportamento di strati di semiconduttore in contatto con strati di cristallo liquido", Alta Frequenza, Vol. XLIV, 12, pp. 727–730, 1975. G. Barzilai, P. Maltese, C.M. Ottavi, "Interpretazione teorica dell'effetto di deformazione dinamica", Alta Frequenza, Vol. XLV, 1, pp. 53–57, 1976.
- P. Maltese, G.E. Mariani, C.M. Ottavi, "Large period deformation lattice in very thin pulsed liquid crystal cells with matix electrodes", presentato al congresso su Physics and Applications of Smetic and Lytropic Liquid Crystals, Madonna di Campiglio, gennaio 1978, precedentemente Rapporto n. 75 dell'Istituto di Elettronica, luglio 1977.
- P. Maltese, C.M. Ottavi, "Sviluppi e prospettive per la presentazione di immagini mediante display a cristallo liquido" presentato alla tavola rotonda del gruppo Televisivo e Videonica dell'AEI, Como, atti, pag. 51 e seg, 1977.
- P. Maltese, C.M. Ottavi, "Transversal instabilities and regular arrangements of umbilics in dynamically excited nematic liquid crystal layers", Annales des Physique, Paris, pp. 347–354, 1978.
- P. Maltese, C.M. Ottavi, "Improved construction of liquid crystal cells", Alta Frequenza, Vol. XLVII, 9, pp. 664–668, 1978.
- F. Giannini, P. Maltese, C.M. Ottavi, "Appunti di meccanica quantistica", seconda edizione — corso di elettronica applicata I, Istituto di Elettronica dell'Universita di Roma, Ed. Multigrafia Brunetti, 1978.
- G. Barzilai, P. Maltese, C.M. Ottavi, "Hollow-spacecell and method for its manufacture", U.S. Patent 4150878, Apr. 24, 1979
- V. Ferrara, M. Guerriero, P. Maltese, C.M. Ottavi, "Realizzazione di un pannello a cristallo liquido con 160x160 punti funzionante in DDM", Istituto di Elettronica, Rapporto interno n.87, 1980.
- P. Maltese, C.M. Ottavi, "Alphanumeric and television operation of a liquid crystal matrix panel", Proceedings of Eurodisplay 81, Munich, p. 43, 1981.
- C.M. Ottavi, V. Ferrara, M. Guerriero, "Un modello del terntorio principalmente orientato alla soluzione numerica di problemi radioelettrici", Congresso Annuale AICA -Palermo 24/26 settembre 1986.
- C.M. Ottavi, "Il processo di razionalizzazione e pianificazione del sistema di radiotelediffusione privata in Italia", Presentato al Convegno AEI, Gruppo Specialistico CCTE "Libertà di antenna - aspetti tecnici e giuridici della emittenza radiotelevisiva -", Bologna e pubblicato sugli Atti, 1986.
- C.M. Ottavi, "Un modello numerico del territorio per la progettazione ed it controllo di sistemi per radiodiffusione" - Comunicazione Riunione annuale CCTE 15- Pottonovo di Ancona, 18 giugno 1986.
- C.M. Ottavi, V. Ferrara, M. Guerriero, "Il CAD nella pianificazione e nella progettazione dei sistemi di radiodiffusione", Giornata di studio su "Il CAD nell'elettromagnetismo applicato" organizzata dal Gruppo Specialistico Elettromagnetismo AEI sezione di Roma, Roma, 24 giugno 1988.
- C.M.Ottavi, V. Ferrara, M. Guerriero, "Prediction method that extends the point to point procedures to large areas in the evaluation of broadcasting services and interference levels in band IV,V and VI", Milano, Ed. AEI, Alta Frequenza, Vol. LVIII C, 2, pp. 217–223, 1989.
- C.M. Ottavi, V. Ferrara, M. Guerriero, "La presentazione dei data base e gli algoritmi nella gestione dei dati ambientali", Atti del XXXVI congresso RIENA, Roma, maggio 1989.
- V. Ferrara, M. Guerriero, G. Jacovitti, C.M. Ottavi, "Elaborazione su modelli territoriali per sistemi di telerilevamento di incendi boschivi", Atti del XXXVI congresso RIENA, Roma, maggio 1989.
- C.M. Ottavi, V. Ferrara, M. Guerriero, "A computerized method for planning, designing and verifying a terrestrial radiodiffusion system", 16th International TV Symposium, Montreux Switzerland, June 1989.
- *C.M. Ottavi, V. Ferrara, M. Guerriero, "Strumenti per la trattazione dei problemi ambientali. Un approccio alle problematiche dell'eutrofizzazione dell'Alto Adriatico.", Presentata alla XXIII riunione CCTE, San Felice Circeo (LT), giugno 1991.
- C.M. Ottavi, V. Ferrara, M. Guerriero, "Strutture ottimali di rilevamento e conversione dei dati per i sistemi di simulazione territoriale", Atti del XXX congreiSo A.I.C.A., settembre 1991.
- C.M. Ottavi, V. Ferrara, M. Guerriero, "TERRAPACK: uno strumento matriciale per la trattazione di problemi territoriali", Atti Bella III conferenza nazionale GIS AM-FM, Roma, dicembre 1991.
- C.M. Ottavi, V. Ferrara, M. Guerriero, "La simulazione di sistemi territoriali finalizzata alla pianificazione in tempo reale di reti di radiocomunicazione", Atti del II Seminario nazionale AFCEA (Armed forces Communications & Electronics Association), Civitavecchia (Roma), maggio 1992.
- C.M. Ottavi, V. Ferrara, M. Guerriero, "Acquisizione ed elaborazione di dati territoriali per la generazione di strutture matriciali", Atti della IV Conferenza nazionale GIS AM-FM, Firenze, novembre 1992.
- C.M. Ottavi, V. Ferrara, M. Guerriero, "La simulazione di Sistemi Territoriali finalizzata alla pianificazione in tempo reale di reti di radiocomunicazione", 95' Riunione Annuale A.E.I., Bologna 2-6 ottobre 1994.
- C.M. Ottavi, "La valutazione dei requisiti di qualità per i dati utilizzati nella simulazione. I vincoli imposti dalla gestione degli algoritmi", Workshop promosso dalla AM/FM Geographic Information Systems, Sezione Italiana - sul tema "Il controllo di qualità nei sistemi Informativi Territoriali", Roma, 21 ottobre 1994.
- V. Ferrara, G. Galli, M. Guerriero, C.M.Ottavi, "Elaborazione di immagini satellitari per raggruppamento e classificazione di elementi territoriali", Convegno AMSAT Italia, Roma 16-18 maggio 1996.
- V. Ferrara, G. Galli, C.M. Ottavi, A. Marino, U. Poli, "Un Metodo Innovativo per la Classificazione Termica di Elementi Territorial Mediante l'Elaborazione di Immagini Satellitari".4º Convegno nazionale Elettroottica '96, Milano, pp. 377–381, 1996.
- V. Ferrara, M. Guerriero, C.M. Ottavi, "Procedura di ristrutturazione dei dati ambientali orientata alle simulazioni territoriali. Un esempio di applicazione: previsione di campo elettromagnetico in presenza di strutture urbane", Atti della 2ª Conferenza Nazionale ASITA (Associazioni Scientifiche per le Informazioni Territoriali e Ambientali), Bolzano, Vol. 2, pp. 19–24, 1998.
- C.M. Ottavi, "La simulazione del territorio per le valutazioni e la gestione del rischio ambientale", MondoGis, Anno IV, n. 17, settembre 1999.
- C.M. Ottavi, "Informazioni, simulazioni e previsioni per la gestione del rischio ambientale", Relazione invitata Conferenza Nazionale ASITA, Napoli 9-12 novembre 1999.
- V. Ferrara, C.M. Ottavi, "Previsione di propagazione elettromagnetica nelle città mediante ray tracing 3-D insieme a UTD e uso di dati GIS relativi agli edifici", Atti della 4ª Conferenza Nazionale ASITA, Genova, Vol. II, pp. 795–799, 2000.
- V. Ferrara, C. Gariazzo, C.M. Ottavi, U. Poli, "An Integrated approach to the pollution hazard analysis and management", Proc. of Conference RISK ANALYSIS II, Bologna, pp. 23–32, 2000.
- V. Ferrara, C.M. Ottavi, "Valutazione dell'inquinamento elettromagnetico in ambiente urbano mediante simulazione", Proc. Giornata di studio organizzata da AEI e Univ. di Roma su Inquinamento elettromagnetico ambientale: Tecniche e costi di controllo e risanamento, pp. 94–99, 2001.
- V. Ferrara, C.M. Ottavi, "Integrazione dei tools di simulazione nei sistemi GIS: potenzialità e risultati nei nuovi scenari di applicazione", Proc. 5ª Conferenza Nazionale ASITA, Rimini, pp. 793–798, 2001.
- V. Ferrara, C.M. Ottavi, "Ray-tracing and UTD analyses for microcellular communications in urban scene: a software methodology that uses 3-D GIS data of buildings", Proc. of IEEE/ISPRS Joint Workshop on Remote Sensing and Data Fusion on Urban Area, Rome, pp. 255–259, 2001.
- U. Filoscia, C.M. Ottavi, M. Sessa, R Polesi, P. Prignani, G.M. Veca "Valutazione, mediante l'uso di algoritmi e dati cartografici standard, dei campi generati in ambiente urbano da antenne di radiodiffusione e la linee ad alta tensione" Atti della Quarta Conferenza di MondoGIS, Roma, 22/24, pp. 459–466, maggio 2002.
- V. Ferrara, C.M. Ottavi, "Structures and organisation of an information tool dedicated to simulation and management of environmental risks", Proc. of Conference RISK ANALYSIS III, pp. 213–222, (2002) & Transaction: Modelling and Simulation, Editor: C.A. Brebbia, Wessex institute of technology, Vol. 31, 2002.
- V. Ferrara, C.M. Ottavi, "Potenzialita GIS nelle tecniche di gestione e accesso al patrimonio culturale", Proceedings of 6ª Conferenza Nazionale ASITA, Perugia, Vol. II, pp. 1137–1141, 2002.
- V. Ferrara, C.M. Ottavi, "Strutture e tecnologie di supporto alla gestione delle emergenze", 7ª Conferenza Nazionale ASITA, Verona, pp. 1065–1070, 2003.
- V. Ferrara, C.M. Ottavi, "Electromagnetic fields evaluation by means of standard algorithms and cartographic data. Broadcast case into urban environment", Proc. of Conference Development and Application of Computer Techniques to Environmental Studies X, pp. 33–41, 2004 & Transaction: Ecology and the Environment, Editor: C.A. Brebbia, Wessex institute of technology, UK, G. Passerini, University Politecnica delle Marche, Italy, 1, Vol. 69, 2004.
- V. Ferrara, C.M. Ottavi, M. Guerriero, "Tecniche di interoperabilità di dati e applicazioni nei sistemi distribuiti GIS", Proc. of '8ª Conferenza Nazionale ASITA, Roma, 14 - 17 dicembre 2004.
- V. Ferrara, C.M. Ottavi, "Technology based on distributed GIS tools: an approach for sustainable planning", invited presentation and in the Proc. of Conference Sustainable Development and Planning II, Vol. 2, pp. 785–794, 2005& Transaction Ecology and the Environment, Editor: WIT Press, Vol. 84, 2005.
- C. Atturo, C. Cianfrone, V. Ferrara, L. Fiumi, G. Fontinovo, C.M. Ottavi, "Telerilevamento e identificazione di brownfields per una loro analisi mediante GIS", Proceedings of 9ª Conferenza Nazionale ASITA, Catania. Vol. I, pp. 149–154, 2005.
- C. Atturo, C. Cianfrone, V. Ferrara, L. Fiumi, G. Fontinovo, C.M. Ottavi, "Remote Sensing Detection Techniques for Brownfield Identification and Monitoring by GIS Tools", invited presentation and in the proceedings of 3th International Conference Brownfields III, Tallinn, Estonia, pp. 241–250, 2006. & WIT Transactionson Ecology and the Environment, Vol 94, 2006.
- V. Ferrara, G. Filice, C. M. Ottavi, "Environmental monitoring of urban areas by using of remote sensors network", invited presentation and in the proceedings of International Conference Sustanaible Development and Planning III, Algarve, Portugal, Vol. 1, pp. 399–408, 2007.

## Riferimenti
V. Ferrara, R. Asquini, Ricordo di Cesare Maria Ottavi, Borgia, 2010, ISBN 978-88-7156-118-9
| Controllo di autorità | SBN UFIV014622 |